# Перотін

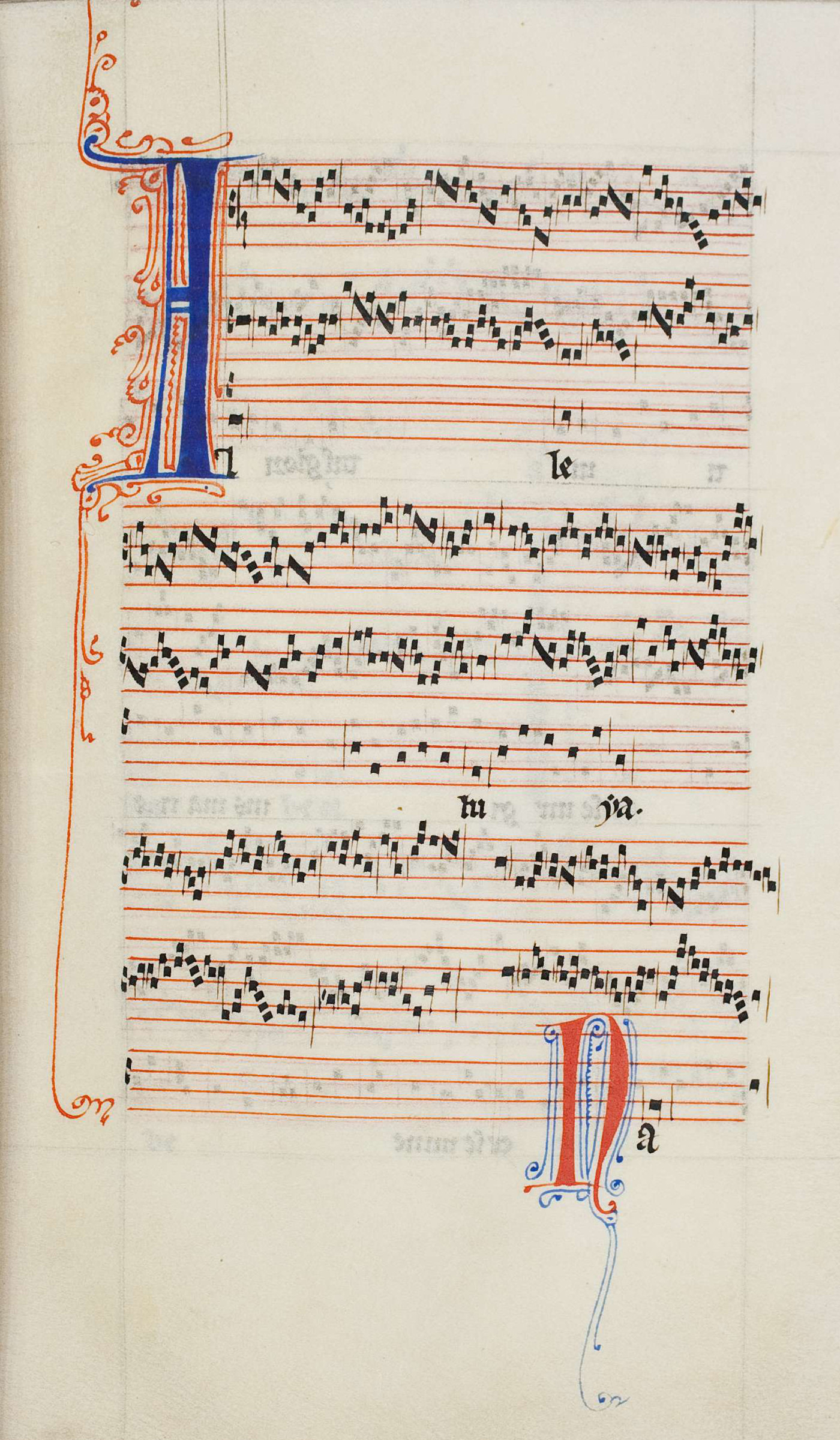
Alleluia nativitas

Перотін (фр. Pérotin, часто Перотін Великий, лат. Perotinus Magnus) — французький композитор рубежу XII—XIII століть.

## Біографія
Біографічних даних збереглося дуже мало. Взагалі невідомо до кого конкретно відносилось ім'я Перотін Великий, оскільки існувало декілька музикантів, до яких можна його віднести. Керував хором паризького собору Нотр-Дам і очолював композиторську школу, що діяла при соборі. Писав органуми, зокрема «Viderunt Omnes», «Beata Viscera» та ін. Його вокально-композиторська школа вважається школою першого покоління після Леоніна.

## Стиль
Перотін розвинув багатоголосий спів, збагатив фактурно і ритмічно багатоголосся, писав дво-, три- і чотириголосні твори на формальній основі григоріанської мелодики. На зміну панівного в музиці Леоніна двоголосся, Перотін ввів у практику 3—4-голосні дисканти, відмічені мелодійної красою і дивовижною для того часу колористичною яскравістю. 

## Твори
Написав два великих чотириголосні кондукти, а також чотири три-, два з яких — великі, один двоголосний і один одноголосний.
```
Viderunt omnes
 (1198)
```

- Sederunt principes (1199)
- Magnus liber (ca. 1200)
- Alleluia
- Posui adiutorium
- Alleluia
- Nativitas
- Dum sigillum summi Patris
- Beata viscera (ca. 1220)